# Leuchtturm Mulantou
Der Leuchtturm Mulantou (chinesisch 木栏头灯塔), auch bekannt als Leuchtturm Hainan, befindet sich im nördlichen Wenchang auf der Insel Hainan in der gleichnamigen Provinz Hainan der Volksrepublik China.  Er ist der fünfthöchste Leuchtturm der Welt und der höchste in China.
Dieser aktive Leuchtturm wurde 1995 erbaut und sendet aus 88 Metern Höhe alle 15 Sekunden zwei weiße Blitze aus. Der 72 m hohe Turm steht auf einem felsigen Vorgebirge, das die nordöstliche Spitze der Provinz markiert und die Südseite des Eingangs zur etwa 20 km breiten Hainanstraße.

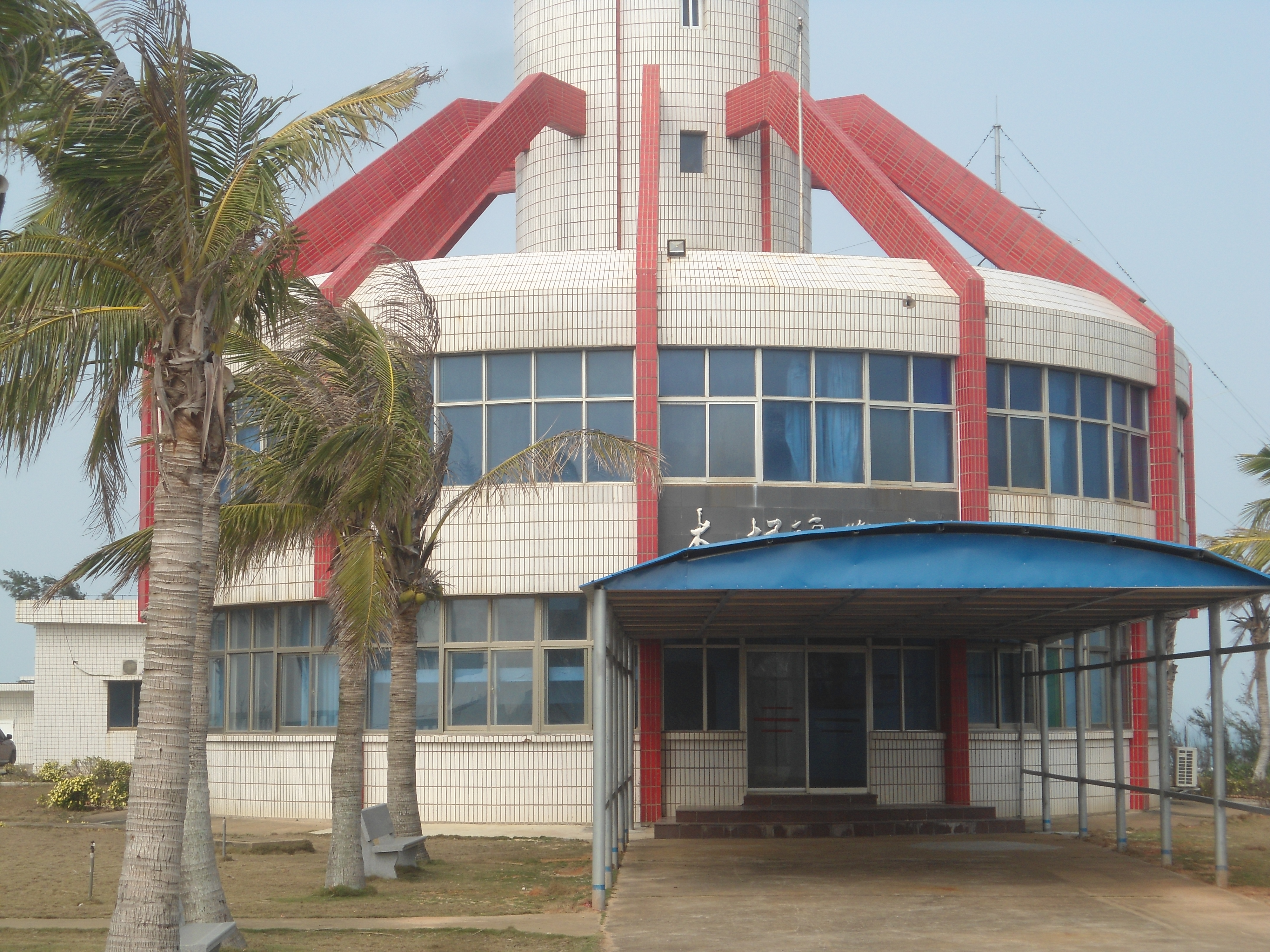

Es ist ein zylindrisches Betonbauwerk, das sich von einem zweistöckigen runden Sockel erhebt. Es hat einen großen runden Beobachtungsraum. Dieser Leuchtturm hat eine weiße Farbe mit rotem Rand.